# Christoph Müller (Rechtswissenschaftler, 1927)
Christoph Müller (* 29. Dezember 1927 in Oberhermersdorf; † 18. Januar 2024 in Berlin) war ein deutscher Rechtswissenschaftler und Hochschullehrer.

## Leben und Werk
Müller studierte an der Kirchlichen Hochschule Berlin zunächst Theologie. Dieses Studium beendete er 1952 als geprüfter Kandidat, bevor er sich der Rechtswissenschaft zuwandte und an der Universität Bonn deren Studium aufnahm. 1965 wurde er in Bonn mit einer von Helmut Ridder betreuten Arbeit zum Dr. iur. promoviert. Nach einem Studienaufenthalt an der Harvard University habilitierte Müller sich und wurde 1972 Professor an der Universität Gießen. 1973 wechselte er an die Freie Universität Berlin auf den ordentlichen Lehrstuhl für Staatsrecht und Politik, den er bis zu seiner Emeritierung 1993 innehatte. Später nahm er noch Lehraufträge in China und Japan wahr, nachdem er bereits 1986 als Gastprofessor in Buenos Aires fungiert hatte.
Müllers Forschungsschwerpunkte lagen vor allem in den verfassungsrechtlichen Grundlagen des Kommunalrechts und dem Werk von Hugo Preuß.

## Schriften (Auswahl)
- Das imperative und freie Mandat. Überlegungen zur Repräsentation des Volkes. Sijthoff, Leiden 1966 (Dissertation).